# 9. gorska divizija (Sever)
Za druge 9. divizije glej 9. divizija.
9. gorska divizija (Sever) (izvirno nemško 9. Gebirgsjäger-Division (Nord); dobesedno 9. gorskolovska divizija (Sever)) je bila gorska lahka divizija v sestavi redne nemške kopenske vojske med drugo svetovno vojno.

## Zgodovina
V marcu 1944 je bila na Laponskem ustanovljena Divisionsgruppe Kräutler (divizijska skupina Kräutler); temelj te nove formacije je predstavljal okrepljeni 139. gorski polk, kateremu so dodelili še druge vojaške enote.
7. septembra 1944 je divizijska skupina dobila oznako Divizijski štab z.b.V. 140, ki je spadala pod 20. gorsko armado; kljub temu so jo v uradnih dokumentih še naprej vodili kot Divisionsgruppe K. Pod takim nazivom Div.Gr.K (Div.z.b.V.140) je bila še 12. aprila 1945 v pregledu organizacije armade. 8. maja 1945, en dan pred nemško kapitulacijo, je OKW preimenovano to formacijo v 9. gorsko divizijo, efektivno z 6. majem 1945.
Zaradi jezikoslovne uporabe tradicionalnih imen je bila divizija preimenovana v 10. gorsko divizijo na predlog predsednika Združenja gorskih enot dolgo po koncu vojne.

## Sestava
- divizijski štab
- 139. gorski polk
- 3. lovski bataljon
- 6. lovski bataljon
- 653. trdnjavski bataljon
- 931. artilerijski polk za posebne namene

- 124. gorski artilerijski bataljon
- 424. artilerijski bataljon lahkih topov
- 2. četa, 82. gorski artilerijski bataljon

- 140. gorski pionirski bataljon
- 140. gorski komunikacijski bataljon
- 140. podporne enote

## Pripadniki
Divizijski poveljniki
| 1. | Generalmajor | Mathias Kräutler | (5. maj 1945 8. maj 1945) |

### Nosilciviteškega križca
Divizijski pripadniki niso prejeli nobenega viteškega križca.